# 대호운수
대호운수(大湖運輸)는 대한민국 경기도 고양시의 마을버스 업체이다. 본사는 경기도 고양시 일산동구 견달산로 246-3 (식사동)에 있다. 계열사로는 같은 고양시 마을버스 업체인 백마운수, 서울특별시 마을버스 업체인 서북교통, 서북운수가 있다.

## 주요 연혁
- 1992년: 회사 설립 마을버스 88번노선 운행개시
- 1997년: 100번노선 신설운행개시
- 1999년: 101번노선 신설운행개시
- 2001년: 101번 대화역으로 연장 및 102번노선 신설운행개시(102번은 잠시후 폐지)
- 2006년 11월: 100-1번노선 신설운행개시
- 2008년 6월: 101번 분리운행 및 노선변경
- 2008년 6월: 101번 분리로 인하여 대체노선인 101-1번 신설운행
- 2009년 1월: 보람운수 01-1번 노선 인수운행
- 2009년 3월: 백마교통에서 대호운수로 변경, 고양시 마을버스의 개편으로 인해 100번, 100-1번, 101번, 101-1번 노선번호를 080번, 081번, 082번, 089번 노선번호로 각각 변경
- 2010년 8월: 현대백화점 킨텍스점, 홈플러스 킨텍스점 개관으로 인해 082번, 089번 노선 현대백화점 킨텍스점까지 연장
- 2010년 12월: 식사지구가 완공으로 인하여 081번 노선 위시티까지 연장운행
- 2013년 3월 29일: 원마운트 개관으로 인하여 089번 노선 원마운트까지 연장운행
- 2016년 5월 10일: 080번 노선 원마운트 노선 변경 및 089번 노선 대화역, 킨텍스 경유 이마트타운 킨텍스까지 연장운행
- 2018년 12월 : 대호운수에서 대덕운수로 사명 변경

## 운행 노선
| 노선 번호 | 운행구간      | 운행구간 | 운행구간     | 경유지 | 배차 간격 (분) | 구 번호 | 비고                 |
| --------- | ------------- | -------- | ------------ | --- | -------------- | ------- | -------------------- |
| 080       | 위시티2,4단지 | ↔        | 원마운트     | 위시티, 동국대학교 일산병원, 은행마을, 풍3동, 풍산동, 백마역, 백마중학교, 백석고등학교, 백신중학교, 이마트 일산점, 마두역, 일산동구청, 일산동부경찰서, 강선마을, 주엽역, 문촌마을, 현대백화점                                                                | 7~8            | 100     |                      |
| 081       | 식사동        | ↔        | 풍산역       | 식사공단, 위시티, 동국대학교 일산병원, 숲속마을, 풍산동, 백마역, 백마중학교, 백석고등학교, 백신중학교, 이마트 일산점, 마두역, 일산동구청, 고양세무서, 라페스타, 일산동부경찰서, 저동초등학교, 저동중고등학교, 정발산동, 일산복음병원, 모당초등학교, 하늘마을 | 7~13           | 100-1   |                      |
| 082       | 숲속마을8단지 | ↔        | 원마운트     | 풍동고등학교, 다솜초등학교, 숲속마을, 풍산동, 백마역, 백송마을, 일산병원, 백석역, 흰돌마을, 마두역, 일산동구청, 일산동부경찰서, 강선마을, 주엽역, 문촌마을, 일산서구청, 대화역, 고양종합운동장, 대화중학교, 킨텍스, 현대백화점                               | 6~7            | 101     |                      |
| 085       | 정발고등학교  | →        | 정발고등학교 | 국립암센터 → 저동고등학교 → 정발산동 → 일산3동 → 오마중학교 → 문촌초등학교 → 주엽역 → 강선마을 → 일산경찰서 → 일산동구청 → 강촌마을 | 13~15          | 01-1    | 편도 순환 노선, 운휴 |
| 089       | 백석역        | →        | 이마트타운   | 코스트코, 흰돌마을, 마두역, 일산동구청, 일산동부경찰서, 강선마을, 주엽역, 문촌마을, 대화역, 대화중학교, 고양종합운동장, 킨텍스 제2전시장 | 9~10           | 101-1   |                      |